# Санто Доминго де лос Цачилас
Са̀нто Домѝнго де лос Ца̀чилас (на испански: Santo Domingo de los Tsáchilas) е една от 24-те провинции на южноамериканската държава Еквадор. Разположена е в северозападната част на страната. Провинцията е една от новосъздадените провинции, основана е през месец октомври 2007 г. Общата площ на провинцията е 3805 км², а населението е 450 700 жители (по изчисления за 2019 г.).